# Северный (ручей, впадает в Верхний пруд)
Северный (устар. нем. Beydritter) — ручей в Калининграде и его пригородах. Длина около 6 км.

## География и гидрология
Исток находится в дренажной системе сельскохозяйственных угодий, находящихся севернее садоводческого товарищества «Искра». Впадает в Верхний пруд в районе улицы Толстого.
Значительную часть бассейна составляет дренажная система посёлка Северная Гора (Калининград). После пересечения окружной дороги вокруг Калининграда ручей Северный втекает в так называемый «Танковый ров» — Г-образное противотанковое сооружение времён Второй мировой войны. Далее течёт по землям садоводческого товарищества «Искра», принимая в себя справа небольшой ручей, а слева — воды системы дренажа посёлка Северная Гора. Пересекает старую немецкую окружную дорогу. В этом месте на протяжении примерно 50 метров русло ручья было выложено плиткой, которая не сохранилась. Перед парком Макса Ашманна принимает справа ручей Молодёжный, протекающий через воинскую часть.
На территории парка Макса Ашманна протекал под несколькими деревянными мостами, от которых местами видны остовы. Мост под Малой Лесной улицей после многочисленных переделок заменён на бетонный. Соединяется протокой с прудами парка. В районе улицы Колхозной принимает ручей дренажной системы посёлка Кутузово-Новое. Образует пруд в районе улицы Толстого.
Красивые мосты с коваными перилами на улицах Герцена, Колхозной (около железнодорожного моста), Островского, Некрасова, и Толстого.
Впадает в Верхний пруд в районе улицы Некрасова.
Ширина 2-3 метра, глубина не более метра. Наибольшую ширину 5-6 метров и глубину до 1,5 метра имеет в районе танкового рва, который фактически является прудом.

## Фауна и экология
На фауну оказывает отрицательное влияние слияние с ручьём из воинской части и несанкционированные стоки отходов. В Калининграде выявлено 17 несанкционированных стоков отходов в ручей Молодёжный.
В ручье на всём его протяжении водится неприхотливая колюшка. Выше места слияния с воинским ручьём водится вьюн. Танковой ров — излюбленное место рыбалки. В нём водится краснопёрка, карась, щука. После возникновения товарищества «Искра» вода активно расходуется на полив и ручей летом мелеет. Засушливым летом 1972 года пересыхал выше старой окружной дороги.
Берега ручья были заросшие. Недавно проведена их очистка. Несомненную пользу ручью окажет восстановление парка Макса Ашманна.